# Приростной бюджет
Приростной бюджет (англ. incremental budget) — бюджет, в котором затраты планируемого периода по регулируемым статьям определяются по уровню фактических расходов этих статей в предыдущем периоде. 

## Определение
Английский профессор Колин Друри определяет бюджетирование приростного бюджета как метод составления бюджета, в котором планирование предстоящего периода происходит на основе приращения текущих величин расходов, например за счёт индекса инфляции.
Согласно американскому профессору Энтони Аткинсону приростной бюджет — это бюджет, в котором затраты периода по дискреционным (регулируемым) статьям определяются по уровню фактических расходов этих статей в предыдущем периоде. Общий бюджет дискреционных расходов увеличивается на 10%, значит и каждая дискреционная статья увеличивается на 10%.

## Критика
По мнению К. Друри недостатком приростного бюджета является то, что большая часть расходов, связанная с базовым уровнем деятельности, остаётся неизменной. Таким образом, затраты на остальные виды деятельности, не связанные с конкретным продуктом, становятся фиксированными, а это может привести к тому, что прошлые недостатки и нерациональные траты будут повторяться и далее.
По мнению Э. Аткинсона приростной бюджет не требует обоснование величин данных расходов, не предусматривает сокращение или устранения данных расходов в случае структурных изменений на предприятии, не имеет механизма обеспечения непропорционального распределения данных расходов по различным дискреционным статьям.